# Kaláthenes
Kaláthenes, en grec moderne : Καλάθενες, est un village du dème de Kissamos, dans le district régional de La Canée, de la Crète, en Grèce. Selon le recensement de 2011, la population de Kaláthenes compte 160 habitants. Le village est situé à une altitude de 280 m et à une distance de 50 km de La Canée.

## Recensements de la population
| Recensements | 1900 | 1920 | 1928 | 1940 | 1951 | 1961 | 1971 | 1981 | 1991 | 2001 | 2011 |
| ------------ | ---- | ---- | ---- | ---- | ---- | ---- | ---- | ---- | ---- | ---- | ---- |
| Population   | 324  | 331  | 350  | 277  | 340  | 317  | 296  | 304  | -    | 228  | 160  |